# Geoff Platt
Geoffrey „Geoff“ Platt (* 10. Juli 1985 in Toronto, Ontario) ist ein kanadischer Eishockeyspieler mit belarussischer Staatsbürgerschaft, der seit Dezember 2022 bei TPS Turku aus der finnischen Liiga unter Vertrag steht und dort auf der Position des Centers spielt. Zuvor absolvierte Platt unter anderem über 700 Partien in der Kontinentalen Hockey-Liga (KHL) sowie 46 Spiele für die Columbus Blue Jackets und Anaheim Ducks in der National Hockey League (NHL).

## Karriere
Geoff Platt begann seine Karriere als Eishockeyspieler in der kanadischen Juniorenliga Ontario Hockey League (OHL), in der er von 2001 bis 2005 für die North Bay Centennials, Saginaw Spirit und Erie Otters aktiv war. Die Saison 2004/05 schloss er jedoch bei den Atlantic City Boardwalk Bullies aus der ECHL ab. Am 23. September 2005 unterschrieb der Angreifer als Free Agent einen Vertrag bei den Syracuse Crunch aus der American Hockey League (AHL) sowie zwei Monate später bei deren Kooperationspartner aus der National Hockey League (NHL), den Columbus Blue Jackets. In den folgenden zweieinhalb Jahren spielte er für beide parallel, ehe er am 15. November 2007 im Tausch für Aaron Rome und Clay Wilson an den amtierenden Stanley-Cup-Gewinner Anaheim Ducks abgegeben wurde. Für die Kalifornier bestritt der Linksschütze bis zum Ende der Saison 2007/08 allerdings nur fünf Spiele in der NHL, während er mit deren AHL-Farmteam Portland Pirates erst im Playoff-Halbfinale um den Calder Cup an den Wilkes-Barre/Scranton Penguins scheiterte. 

### Wechsel in die KHL und Einbürgerung
Die Saison 2008/09 begann Platt beim HK Dinamo Minsk aus der 2008 gegründeten Kontinentalen Hockey-Liga (KHL). Bereits nach 13 Spielen, in denen er zwei Tore erzielt und drei Vorlagen gegeben hatte, verließ er den Klub, um für Ilves Tampere in der finnischen SM-liiga anzutreten. Zur Spielzeit 2009/10 unterschrieb der Kanadier erneut beim HK Dinamo Minsk in der KHL und war in der Folge einer der Leistungsträger seines Teams. Im Februar 2012 erhielt Platt zusammen mit Kevin Lalande und Charles Linglet die belarussische Staatsbürgerschaft.
Während der Saison 2013/14, in der Mitte seiner sechsten Saison für Dinamo Minsk, wurde Platt als Topscorer des Teams gegen eine Kompensationszahlung an Lokomotive Jaroslawl abgegeben. Wenige Tage später unterzeichnete er eine Vertragsverlängerung bis zum Ende der Saison 2015/16. Ein Jahr vor Ablauf dieses Vertrages verließ er Lokomotive und wechselte innerhalb der KHL zum HK ZSKA Moskau. Dorst spielte er zunächst eine Saison und wurde anschließend im Juni 2016 von den Växjö Lakers aus der Svenska Hockeyligan verpflichtet. Kurz vor Ende des gleichen Jahres, nach 25 Einsätzen für die Lakers, kehrte Platt zum ZSKA zurück.
Beim ZSKA spielte er anschließend bis zum Ende der Saison 2017/18, ehe er im Juli 2018 von Jokerit Helsinki verpflichtet wurde. Für Jokerit sammelte er in insgesamt 64 KHL-Partien 24 Scorerpunkte und verließ den finnischen Klub nach Saisonende in Richtung Awtomobilist Jekaterinburg. Im Dezember 2020 wechselte er zum Ligakonkurrenten Salawat Julajew Ufa und war dort bis Anfang März 2022 aktiv, ehe er in Folge des russischen Überfalls auf die Ukraine den Klub umgehend verließ. Er wechselte daraufhin im Juli 2022 zurück in die finnische Liiga, wo er bis zum Dezember desselben Jahres für JYP Jyväskylä auflief. Anschließend wechselte er innerhalb Finnlands zum Ligakonkurrenten TPS Turku.

### International
Für Kanada nahm Platt an der U18-Junioren-Weltmeisterschaft 2003 teil, bei der er mit seiner Mannschaft Weltmeister wurde.
Nachdem er 2012 die belarussische Staatsbürgerschaft erlangt und über vier Jahre dauerhaft in Belarus unter Vertrag gestanden hatte, beantragte der belarussische Eishockeyverband 2013 die internationale Spielberechtigung für Platt, die im Oktober 2013 durch die IIHF gewährt wurde. Sein erstes großes internationales Turnier für Belarus war die Herren-Weltmeisterschaft 2014. Auch bei den Weltmeisterschaften 2016 und 2018 spielte er für Belarus in der Top-Division, musste aber 2018 mit der Mannschaft den Abstieg in die Division I hinnehmen. Bei der Weltmeisterschaft der Division IA 2019 erreichte Platt mit dem Team Belarus den zweiten Rang und damit einen Aufstiegsplatz in die Top-Division. Platt selbst war mit sieben Scorerpunkten Topscorer des Turniers und wurde anschließend sowohl in das All-Star-Team gewählt, als auch als bester Stürmer ausgezeichnet. Für seine Leistungen erhielt er zudem die Auszeichnung Spieler des Jahres in Belarus.
Zudem vertrat er Belarus bei der Qualifikation für die Olympischen Winterspiele 2018 im südkoreanischen Pyeongchang.

## Erfolge und Auszeichnungen
| - 2009 Spengler-Cup-Gewinn mit dem HK Dinamo Minsk - 2010 Teilnahme am KHL All-Star Game - 2010 KHL-Stürmer des Monats Januar | - 2012 Teilnahme am KHL All-Star Game (nicht gespielt) - 2014 Teilnahme am KHL All-Star Game - 2019 Belarus’ Eishockeyspieler des Jahres |

### International
- 2003 Goldmedaille bei der U18-Junioren-Weltmeisterschaft
- 2019 Aufstieg in die Top-Division bei der Weltmeisterschaft der Division I, Gruppe A
- 2019 Bester Stürmer der Weltmeisterschaft der Division I, Gruppe A
- 2019 All-Star-Team der Weltmeisterschaft der Division I, Gruppe A

## Karrierestatistik
Stand: Ende der Saison 2021/22

### International
| Vertrat Kanada bei: - U18-Junioren-Weltmeisterschaft 2003 | Vertrat Belarus bei: - Weltmeisterschaft 2014 - Weltmeisterschaft 2016 - Qualifikationsturnier für die Olympischen Winterspiele 2018 - Weltmeisterschaft 2018 | - Weltmeisterschaft der Division IA 2019 - Weltmeisterschaft 2021 - Qualifikationsturnier für die Olympischen Winterspiele 2022 |

(Legende zur Spielerstatistik: Sp oder GP = absolvierte Spiele; T oder G = erzielte Tore; V oder A = erzielte Assists; Pkt oder Pts = erzielte Scorerpunkte; SM oder PIM = erhaltene Strafminuten; +/− = Plus/Minus-Bilanz; PP = erzielte Überzahltore; SH = erzielte Unterzahltore; GW = erzielte Siegtore; 1 Play-downs/Relegation; Kursiv: Statistik nicht vollständig)